# 阿爾虹銀漢魚
阿爾虹銀漢魚，為輻鰭魚綱銀漢魚目虹銀漢魚科的其中一種，被IUCN列為易危保育類動物，分布於印尼巴布亞省Prafi河流域，為熱帶魚類，體長可達8公分，棲息雨林的流動溪流，生活習性不明。

## 擴展閱讀
維基物種上的相關：阿爾虹銀漢魚